# Carl Franz Dietzel
Carl Franz Dietzel, modernisiert Karl Franz Dietzel, (* 30. November 1820 in Oelsnitz/Vogtl.; † 1876 in Zittau) war ein deutscher Lehrer, Philosoph und Autor.

## Leben
Dietzel wurde im sächsischen Vogtland geboren und wuchs in der Teppichstadt Oelsnitz auf, wo er die Schule und das Gymnasium besuchte. Nach dem Absolvieren des Lehrerseminars und seiner Promotion zum Dr. phil. wurde Dietzel 1847 Lehrer an der Gewerbe- und Baugewerkschule in Zittau in der Oberlausitz. 1855 stieg er zum neunten, 1858 zum siebenten und 1862 zum fünften Lehrer am Gymnasium und an der Realschule in Zittau auf. Ab 1866 war Dietzel Professor und dritter Oberlehrer am Gymnasium und an der Realschule in Zittau. Er starb 1876 als Professor für Mathematik und Physik am Johanneum in Zittau.
Er verfasste Schulschriften zu physikalischen Themen und über das Technische Zeichnen.
In Zittau war er Mitglied der Freimaurerloge Friedrich August zu den drei Zirkeln.

## Schriften (Auswahl)
- Theorie der bifilaren Aufhängung. Programm der Gewerbschule zu Zittau, 1850.
- Ueber die Elasticität starrer Körper mit besond. Berücksichtigung der elastischen Nachwirkung. Abhandlung mit eignen Experimental-Untersuchungen. In: Ingenieur, 1855.
- Ueber die Aufgabe, die Methode und das Ziel der physikalischen Forschung, und Bemerkungen über die Beziehungen der Naturwissenschaften zum socialen Leben und zur Philosophie und Theologie. Programm, 1862.
- Leitfaden für den Unterricht im technischen Zeichnen: 1. Heft: Projectionslehre. 2. Heft: Schattenconstruction. 3. Heft: Perspective. 4. Heft: Angewandte Projectionslehre, Leipzig: Seemann, 1864; 3. Aufl. Leipzig: J. M. Gebhardt’s Verlag, 1873; 4. Aufl. Leipzig: J. M. Gebhardt’s Verlag, 1896–1899.
- Die Elemente der Schattenkonstruktion – Zum Gebrauch für Real-, Gewerbe-, Handwerker- und Baugewerkenschulen, Leipzig: J. M. Gebhardt’s Verlag, 1885.

Sein Werk Die Angewandte Projectionslehre: Mit Besonderer Rücksicht Auf Den Hochbau, Nebst Den Grundzügen Der Axonometrischen Projectionsmethode erschien 2017 als Reprint.